# Julio Olarticoechea
Julio Jorge Olarticoechea (ur. 18 października 1958 w Saladillo) – argentyński piłkarz, pomocnik lub obrońca. Mistrz świata z roku 1986 i srebrny medalista MŚ 90.
Zawodową karierę zaczynał w Racing Club, gdzie grał w latach 1976–1981 oraz 1988–1990. Od 1981 przez trzy lata był piłkarzem River Plate. Grał także w Boca Juniors, po MŚ 86 odszedł do FC Nantes. We Francji się nie sprawdził i wrócił do ojczyzny – został graczem Argentinos Juniors. Karierę kończył w Deportivo Mandiyú w 1992.
W reprezentacji Argentyny w latach 1983–1990 rozegrał 28 spotkań. Wcześniej znalazł się w składzie kadry na MŚ 82. Był ważną częścią zespołu mistrzów świata z 1986 – zagrał we wszystkich 7 meczach. Początkowo na boisku pojawiał się w roli rezerwowego, w ostatnich spotkaniach miał jednak pewne miejsce w podstawowej jedenastce. Cztery lata później wystąpił w 5 spotkaniach finałów.